# 주연 (동오)
주연(朱然, 182년 ~ 249년 음력 3월)은 중국 후한 말기 ~ 동오의 군인으로, 자는 의봉(義封)이며 단양군 고장현(故鄣縣) 사람이다. 원래의 성은 시(施)씨였지만, 13세 때 손책의 중개로 어머니의 친동생인 주치의 양자가 되어 성을 주씨로 바꾼다. 주적(朱績)의 아버지이다.

## 인물
손권(孫權)과는 함께 면학에 힘쓴 학우였기 때문에 두 사람의 신뢰는 돈독했다. 손책 사후 손권을 섬겨 19세 때에 여요현의 장이 되었다. 손권에게 재능을 높게 평가받아 머지 않아 산음현령, 임천태수가 되었고, 병사 2000명을 맡았다.그 무렵, 산적의 반란이 있었으나 1개월쯤 지나서 평정했다. 조조(曹操)가 유수구를 침공했을 때도 그곳의 방비를 맡았고 그 공으로 편장군으로 임명되었다.
219년 관우(關羽) 토벌전에서는 여몽(呂蒙)을 따라가 반장(潘璋)과 함께 관우를 생포하는 활약을 했고 그 공으로 소무장군으로 승진과 동시에 서안향후로 책봉된다. 여몽의 병세가 위독해질 때 여몽은 손권에게「주연은 대담함과 지조가 뛰어나다」 면서 주연을 자신의 후계자로 추천했다. 여몽이 죽고 난 뒤 손권은 주연에게 부절을 줘 강릉을 지키게했다.
222년 유비(劉備)가 침공해오자 육손(陸遜)과 함께 유비에게 대항했다. 주연은 별동대를 인솔해 유비의 퇴로를 차단시켜 유비를 격파하는데 성공, 그 공으로 정북장군으로 승진하고 영안후로 책봉된다.
같은 해, 위나라의 조비(曹丕)가 세 방면으로 침공해올 때 주연은 강릉을 수비하게 되어 조진(曹眞), 하후상(夏侯尙), 장합(張郃),과 대결했다. 원군으로 온 제갈근(諸葛瑾)이 하후상에게, 손성이 장합에게 격파당하고 강릉은 위군에게 포위되어 고립되었다. 심지어 성 안에는 유행병이 퍼져 군사들 중에서 싸울 수 있는 병사는 겨우 5천 명뿐이었다. 그러나 주연은 군사들을 격려했고, 적군의 약점을 찾아 진영 두 곳을 공격해 물리쳤으며 틈을 타서 위군과 내통하려던 강릉현령 요태의 음모를 발각하고 그를 처단하였다. 적군의 포위는 반년동안 계속되었지만 위군은 결국 성을 함락시키지 못하고 철군하고 말았다. 이 공방전으로 인해 주연의 이름은 위나라에 알려지게 되었고, 당양후로 책봉되었다.
241년 번성을 포위했지만, 형주자사 호질(胡質)의 원군이 오자 퇴각했다.
242년 조중(柤中) 정벌에 나섰는데 형주자사 호질과 위나라 장수 포충이 저항하였다. 포충이 요충지를 차단해 퇴로를 끊으려했고, 호질은 포충을 계속 지원했다. 그러나 주연은 정예병 800명으로 역습을 가했고 포충은 불리함을 알고 호질과 함께 물러났다.
246년 또 다시 조중을 침공에서는, 퇴로를 끊은 위나라 장수 이흥 등을 역습으로 물리쳤다. 이 공으로 좌대사마, 우군사로 승진하였다.
245년 육손이 사망하자 주연은 손권으로부터 대도독으로 임명되어 오의 군권을 맡았다. 그러나 조중 침공 이후 병세가 악화되어 결국 249년, 향년 68세로 세상을 떠나고 만다. 손권은 눈물을 흘려 주연의 죽음을 아까워했다고 한다. 스스로 상복을 입고 장례식을 치러 주었다.
주연은 신장이 작았지만, 일의 옳고 그름에 대한 태도가 분명했고 검소하였으며, 전장에서도 나라를 걱정했고, 엄격한 면과 상냥한 면을 동시에 지니고 있어서, 오의 병사들에게 존경을 받고 있었다고 한다.

## 《삼국지연의》의 묘사
제 76회에 처음 등장하며, 이릉 전투에도 참전하여 손환(孫桓)과 함께 요격을 맡아 수로를 지켰다. 육손에게 져 달아나는 유비를 여러 장수들과 함께 추격하는 도중에, 성도에서 구원군을 이끌고 온 조운(趙雲)과 만나 싸우다 죽임을 당한다.

## 묘
1984년 6월에 안휘성 마안산시 방적 공장 확장 공사 건설 예정지에서 주연의 무덤이 발견되어 명함 등 역사적으로 매우 귀중한 부장품이 다수 발굴되고 있다. 삼국시대에서는 오나라 군사기지였던 우저(牛渚)라 불리던 곳이다. 이 무덤은 동오의 문화를 아는데 있어서 귀중한 발견물로 여겨지고있다.
1986년, 주연의 무덤은 문화재로 지정되어 「주연로」라고 하는 도로가 생기는 등 그 주변이 보호·정비되고 있다.

## 같이 보기
명함: 무덤의 부장품에 그의 명함이 있었다. 현존하는 최고의 명함으로 여겨진다.

## 가계

### 관련 인물
주치　시적